# Zaburzenie semantyczno-pragmatyczne

Dwuwymiarowy model autystycznego spektrum

Zaburzenie semantyczno-pragmatyczne (ang. Semantic-Pragmatic Disorder, SPD; pragmatic language impairment, PLI) – zaburzenie rozwoju psychicznego ze spektrum autyzmu charakteryzujące się przede wszystkim poważnymi trudnościami w rozumieniu i używaniu mowy (np. nierozumienie tekstu, przenośni, żartów) oraz opóźnieniem w jej rozwoju. Deficyty w innych dziedzinach, np. zachowanie, sprawność fizyczna, ale przede wszystkim w kontaktach społecznych są zwykle mniejsze niż w zespole Aspergera lub autyzmie dziecięcym.

Przeczytaj ostrzeżenie dotyczące informacji medycznych i pokrewnych zamieszczonych w Wikipedii.